# 1977-1978シーズンのNBA
1977-1978シーズンのNBAは、NBAの32回目のシーズンである。

## シーズン前

### ドラフト
ドラフトではケント・ベンソンがミルウォーキー・バックスから全体1位指名を受けている。ほか、オーティス・バードソング、マーカス・ジョンソン、ウォルター・デイビス、バーナード・キング、ジャック・シクマ、リッキー・グリーン、ノーム・ニクソン、エディー・ジョンソンらが指名を受けている。

### その他
- ニューヨーク・ネッツはニューヨークから、ニュージャージー州ピスカタウェイに本拠地を移し、ニュージャージー・ネッツと改称した。

## シーズン

### オールスター
- 開催日：2月5日
- 開催地：アトランタ
- オールスターゲーム イースト 133－125 ウエスト
- MVP：ランディ・スミス （バッファロー・ブレーブス）

### イースタン・カンファレンス
| チーム                   | 勝 | 負 | 勝率 | ゲーム差 |
| ------------------------ | -- | -- | ---- | -------- |
| フィラデルフィア・76ers  | 55 | 27 | .671 | -        |
| ニューヨーク・ニックス   | 43 | 39 | .524 | 12       |
| ボストン・セルティックス | 32 | 50 | .390 | 23       |
| バッファロー・ブレーブス | 27 | 55 | .329 | 28       |
| ニュージャージー・ネッツ | 24 | 58 | .293 | 31       |

| チーム                         | 勝 | 負 | 勝率 | ゲーム差 |
| ------------------------------ | -- | -- | ---- | -------- |
| サンアントニオ・スパーズ       | 52 | 30 | .634 | -        |
| ワシントン・ブレッツ           | 44 | 38 | .537 | 8        |
| クリーブランド・キャバリアーズ | 43 | 39 | .524 | 9        |
| アトランタ・ホークス           | 41 | 41 | .500 | 11       |
| ニューオーリンズ・ジャズ       | 39 | 43 | .476 | 13       |
| ヒューストン・ロケッツ         | 28 | 54 | .341 | 24       |

### ウエスタン・カンファレンス
| チーム                   | 勝 | 負 | 勝率 | ゲーム差 |
| ------------------------ | -- | -- | ---- | -------- |
| デンバー・ナゲッツ       | 48 | 34 | .585 | -        |
| ミルウォーキー・バックス | 44 | 38 | .537 | 4        |
| シカゴ・ブルズ           | 40 | 42 | .488 | 8        |
| デトロイト・ピストンズ   | 38 | 44 | .463 | 10       |
| インディアナ・ペイサーズ | 31 | 51 | .378 | 17       |
| カンザスシティ・キングス | 31 | 51 | .378 | 17       |

| チーム                             | 勝 | 負 | 勝率 | ゲーム差 |
| ---------------------------------- | -- | -- | ---- | -------- |
| ポートランド・トレイルブレイザーズ | 58 | 24 | .707 | -        |
| フェニックス・サンズ               | 49 | 33 | .598 | 9        |
| シアトル・スーパーソニックス       | 47 | 35 | .573 | 11       |
| ロサンゼルス・レイカーズ           | 45 | 37 | .549 | 13       |
| ゴールデンステート・ウォリアーズ   | 43 | 39 | .524 | 15       |

### スタッツリーダー
| 部門       | 選手                 | チーム                           | AVG   |
| ---------- | -------------------- | -------------------------------- | ----- |
| 得点       | ジョージ・ガービン   | サンアントニオ・スパーズ         | 27.21 |
| リバウンド | トラック・ロビンソン | ニューオーリンズ・ジャズ         | 15.7  |
| アシスト   | ケビン・ポーター     | ピストンズ-ネッツ                | 10.2  |
| スティール | ロン・リー           | フェニックス・サンズ             | 2.74  |
| ブロック   | ジョージ・ジョンソン | ニュージャージー・ネッツ         | 3.38  |
| FG%        | ボビー・ジョーンズ   | デンバー・ナゲッツ               | 57.8  |
| FT%        | リック・バリー       | ゴールデンステート・ウォリアーズ | 92.4  |

### 各賞
- 最優秀選手: ビル・ウォルトン, ポートランド・トレイルブレイザーズ
- ルーキー・オブ・ザ・イヤー：ウォルター・デイビス, フェニックス・サンズ
- 最優秀コーチ賞: ヒュービー・ブラウン, アトランタ・ホークス

- All-NBA First Team:
  - ジュリアス・アービング, フィラデルフィア・76ers
  - ジョージ・ガービン, サンアントニオ・スパーズ
  - トラック・ロビンソン, ニューオーリンズ・ジャズ
  - デビッド・トンプソン, デンバー・ナゲッツ
  - ビル・ウォルトン, ポートランド・トレイルブレイザーズ

- All-NBA Rookie Team:
  - バーナード・キング, ニュージャージー・ネッツ
  - マーカス・ジョンソン, ミルウォーキー・バックス
  - ジャック・シクマ, シアトル・スーパーソニックス
  - ノーム・ニクソン, ロサンゼルス・レイカーズ
  - ウォルター・デイビス, フェニックス・サンズ

- NBA All-Defensive First Team:
  - ボビー・ジョーンズ, デンバー・ナゲッツ
  - モーリス・ルーカス, ポートランド・トレイルブレイザーズ
  - ビル・ウォルトン, ポートランド・トレイルブレイザーズ
  - ドン・ブージー, フェニックス・サンズ
  - ライオネル・ホリンズ, ポートランド・トレイルブレイザーズ

### シーズン概要
- 前季チャンピオンチームのポートランド・トレイルブレイザーズはこのシーズンも好調を維持、シーズン終盤までを50勝10敗と勝率8割を超えるペースで勝ち続けてきたが、大黒柱のビル・ウォルトンが足を骨折して戦線を離脱してしまい、以降の22試合を8勝12敗と一気に失速してしまった。ウォルトンはMVPを受賞するがプレーオフも2試合の出場のみに留まったため、連覇の夢は叶わなかった。元来故障の多いウォルトンだが、この骨折は以降のウォルトンのキャリアに大きく影響し、翌シーズンは全休してしまう。
- 元ABAのサンアントニオ・スパーズはNBA加盟2年目で地区優勝を飾る。得点王となったジョージ・ガービンはスパーズ最初のスーパースターだった。
- 1974年にピート・マラビッチを放出したアトランタ・ホークスは、以降ジョン・ドリューを中心としたチームとなり、このシーズンには5シーズンぶりのプレーオフ進出を果たし、ヘッドコーチのヒュービー・ブラウンは最優秀コーチ賞を獲得した。
- ミルウォーキー・バックスはブライアン・ウィンターズ（1975年に行われたカリーム・アブドゥル＝ジャバーとのトレード要員の1人）と新人マーカス・ジョンソンの二枚看板の活躍で、前季デビジョン最下位から一気にデビジョン2位に浮上した。このシーズンからドン・ネルソンがヘッドコーチに就任した。
- 前々季にファイナルに初進出を果たし、ファイナル史上に残る名勝負を繰り広げたフェニックス・サンズは、前季は低迷したもののこのシーズンには復活を果たしてプレーオフに出場した。ポール・ウェストファル、アルヴァン・アダムスに加え、新人のウォルター・デイビスが新戦力として加わり、以後数シーズンを強豪チームとして送るが、ファイナル出場には至らなかった。
- 5シーズンぶりにプレーオフ出場を逃したデトロイト・ピストンズは、後に"バッドボーイズ"が結成されるまでの間低迷期に入る。
- パシフィック・デビジョンは全チームが勝率5割以上を達成するリーグ最激戦区となった。1974-75シーズンのチャンピオンチームであるゴールデンステート・ウォリアーズは43勝を記録するもプレーオフを逃した。シーズン終了後にエースだったリック・バリーがヒューストン・ロケッツに移籍するため、ウォリアーズは長い低迷期に入る。次にウォリアーズが脚光を浴びるのは、"ラン・TMC"が結成される1990年代の事である。

### 暗い影
- ロサンゼルス・レイカーズ所属のカリーム・アブドゥル＝ジャバーが、古巣ミルウォーキー・バックスとの試合中にケント・ベンソンから肘打ちを受けたことに腹を立て、ベンソンにパンチをお見舞いしたところ、自身の手に全治2ヶ月の怪我を負ってしまった。ジャバーはコミッショナーから5000ドルの罰金を科せられ、さらに20試合の欠場を強いられた。さらにレイカーズは12月のヒューストン・ロケッツ戦でも乱闘事件を起こしており、レイカーズのカーミット・ワシントンとロケッツのケビン・カナートの小競り合いを仲裁しようとしたルディ・トムジャノビッチの顔面にワシントンの拳が入り、顔を複雑骨折する重傷を負わせた。ワシントンには罰金と共に2ヶ月間の出場停止処分を科せられた。2つの不名誉な乱闘事件により、レイカーズはデビジョン4位、プレーオフ1回戦敗退という不本意なシーズンを過ごした。またレイカーズというリーグ屈指の人気チーム、当時最高峰の選手だったジャバーが引き起こした乱闘事件は、この頃続発した薬物スキャンダルで著しく汚れていたリーグのイメージを、より一層ダーティなものへと貶めた。
- NBAのシーズン総観客動員数は、1961-62シーズンより順調に増え始め、1960年代後半にはチーム数の増加などで急激な伸びを記録した。1970年代に入ると伸張は鈍化したが、70年代中盤には持ち直したかに見えた。しかしこのシーズンの総観客動員数は前季の9,898,521人から9,874,155人と、1960-61シーズン以来となる減少に転じた。1試合平均動員数も10,974人から27人減の10,947人だった。

## プレーオフ・ファイナル
|  | 1回戦              | 1回戦              | 1回戦                |            |          | カンファレンス準決勝 | カンファレンス準決勝 | カンファレンス準決勝 |  |   | カンファレンス決勝 | カンファレンス決勝 | カンファレンス決勝 |   |  | ファイナル | ファイナル | ファイナル |
|  |                    |                    |                      |            |          |                      |                      |                      |  |   |                    |                    |                    |   |  |            |            |            |
|  |                    |                    |                      |            |          |                      |                      |                      |  |   |                    |                    |                    |   |  |            |            |            |
|  |                    | 1                  | トレイルブレイザーズ | 2          |          |                      |                      |                      |  |   |                    |                    |                    |   |  |            |            |            |
|  |                    |                    |                      | 2          |          |                      |                      |                      |  |   |                    |                    |                    |   |  |            |            |            |
|  |                    |                    | 4                    | ソニックス | 4        |                      |                      |                      |  |   |                    |                    |                    |   |  |            |            |            |
|  | 4                  | スーパーソニックス | 4                    | ソニックス | 4        | 2                    |                      |                      |  |   |                    |                    |                    |   |  |            |            |            |
|  | 4                  | スーパーソニックス |                      |            |          | 2                    |                      |                      |  |   |                    |                    |                    |   |  |            |            |            |
|  | 5                  | レイカーズ         | 1                    |            |          |                      |                      |                      |  |   |                    |                    |                    |   |  |            |            |            |
|  | 5                  | レイカーズ         | 1                    |            |          |                      |                      |                      |  | 4 | スーパーソニックス | 4                  |                    |   |  |            |            |            |
|  | Western Conference |                    |                      |            |          |                      |                      |                      |  | 4 | スーパーソニックス | 4                  |                    |   |  |            |            |            |
|  |                    | 2                  | ナゲッツ             | 2          |          |                      |                      |                      |  |   |                    |                    |                    |   |  |            |            |            |
|  | 3                  | 2                  | ナゲッツ             | 2          | サンズ   | 0                    |                      |                      |  |   |                    |                    |                    |   |  |            |            |            |
|  | 3                  |                    |                      |            | サンズ   | 0                    |                      |                      |  |   |                    |                    |                    |   |  |            |            |            |
|  | 6                  | バックス           | 2                    |            |          |                      |                      |                      |  |   |                    |                    |                    |   |  |            |            |            |
|  | 6                  | バックス           | 2                    |            | 6        | バックス             | 3                    |                      |  |   |                    |                    |                    |   |  |            |            |            |
|  |                    |                    |                      |            | 6        | バックス             | 3                    |                      |  |   |                    |                    |                    |   |  |            |            |            |
|  |                    |                    | 2                    | ナゲッツ   | 4        |                      |                      |                      |  |   |                    |                    |                    |   |  |            |            |            |
|  |                    |                    | 2                    | ナゲッツ   | 4        |                      |                      |                      |  |   |                    |                    |                    |   |  |            |            |            |
|  |                    |                    |                      |            |          |                      |                      |                      |  |   |                    |                    |                    |   |  |            |            |            |
|  |                    |                    |                      |            |          |                      |                      |                      |  |   |                    |                    |                    |   |  |            |            |            |
|  |                    |                    |                      |            |          |                      |                      |                      |  |   |                    | W4                 | スーパーソニックス | 3 |  |            |            |            |
|  |                    |                    |                      |            |          |                      |                      |                      |  |   |                    |                    |                    |   |  |            |            |            |
|  |                    | E3                 | ブレッツ             | 4          |          |                      |                      |                      |  |   |                    |                    |                    |   |  |            |            |            |
|  |                    | E3                 | ブレッツ             | 4          |          |                      |                      |                      |  |   |                    |                    |                    |   |  |            |            |            |
|  |                    |                    |                      |            |          |                      |                      |                      |  |   |                    |                    |                    |   |  |            |            |            |
|  |                    |                    |                      |            |          |                      |                      |                      |  |   |                    |                    |                    |   |  |            |            |            |
|  |                    | 1                  | 76ers                | 4          |          |                      |                      |                      |  |   |                    |                    |                    |   |  |            |            |            |
|  |                    |                    |                      | 4          |          |                      |                      |                      |  |   |                    |                    |                    |   |  |            |            |            |
|  |                    |                    | 5                    | ニックス   | 0        |                      |                      |                      |  |   |                    |                    |                    |   |  |            |            |            |
|  | 4                  | キャバリアーズ     | 5                    | ニックス   | 0        | 0                    |                      |                      |  |   |                    |                    |                    |   |  |            |            |            |
|  | 4                  | キャバリアーズ     |                      |            |          | 0                    |                      |                      |  |   |                    |                    |                    |   |  |            |            |            |
|  | 5                  | ニックス           | 2                    |            |          |                      |                      |                      |  |   |                    |                    |                    |   |  |            |            |            |
|  | 5                  | ニックス           | 2                    |            |          |                      |                      |                      |  | 1 | 76ers              | 2                  |                    |   |  |            |            |            |
|  | Eastern Conference |                    |                      |            |          |                      |                      |                      |  | 1 | 76ers              | 2                  |                    |   |  |            |            |            |
|  |                    | 3                  | ブレッツ             | 4          |          |                      |                      |                      |  |   |                    |                    |                    |   |  |            |            |            |
|  | 3                  | 3                  | ブレッツ             | 4          | ブレッツ | 2                    |                      |                      |  |   |                    |                    |                    |   |  |            |            |            |
|  | 3                  |                    |                      |            | ブレッツ | 2                    |                      |                      |  |   |                    |                    |                    |   |  |            |            |            |
|  | 6                  | ホークス           | 0                    |            |          |                      |                      |                      |  |   |                    |                    |                    |   |  |            |            |            |
|  | 6                  | ホークス           | 0                    |            | 3        | ブレッツ             | 4                    |                      |  |   |                    |                    |                    |   |  |            |            |            |
|  |                    |                    |                      |            | 3        | ブレッツ             | 4                    |                      |  |   |                    |                    |                    |   |  |            |            |            |
|  |                    |                    | 2                    | スパーズ   | 2        |                      |                      |                      |  |   |                    |                    |                    |   |  |            |            |            |
|  |                    |                    | 2                    | スパーズ   | 2        |                      |                      |                      |  |   |                    |                    |                    |   |  |            |            |            |
|  |                    |                    |                      |            |          |                      |                      |                      |  |   |                    |                    |                    |   |  |            |            |            |

### 太った女
ワシントン・ブレッツにとって1968年は特別な年となった。この年のドラフトでウェス・アンセルドとエルヴィン・ヘイズがNBA入りを果たしたのである。ブレッツ（当時はボルチモア・ブレッツ）に入団したアンセルドはチームを大躍進させ、チーム史上初の勝率5割以上となる57勝を記録し、アンセルドはルーキーにしてMVPに選ばれた。ブレッツは一躍強豪チームの仲間入りを果たしたが、プレーオフでは毎年のようにニューヨーク・ニックスの前に敗れていた。1971年のプレーオフでは宿敵ニックスを破って初のファイナルに進出するが、ファイナルではカリーム・アブドゥル＝ジャバー率いるミルウォーキー・バックスの前に敗退する。このシーズンの後、アンセルドと共にチームの主力を担っていたアール・モンローやジャック・マリンが相次いでチームを離れ、チーム成績は低迷し、プレーオフでは再びニックスに敗れる日々が続くようになる。大黒柱のアンセルドも故障を抱えるようになり、ブレッツはこのまま没落するかに見えたが、1972年にエルヴィン・ヘイズがブレッツに合流し、チームの新たなエースとなると、ブレッツは再び上昇気流に乗った。1974-75シーズンにはチーム記録となる60勝を記録し、2度目のファイナル進出を果たしたが、今度はゴールデンステート・ウォリアーズの前に破れ、優勝は叶わなかった。1970年代後半になるとヒューストン・ロケッツやクリーブランド・キャバリアーズなどの新興チームが台頭し始め、ブレッツはプレーオフで勝てなくなった。
1970年代後半のリーグは思い切ったチーム改革を敢行したチームや若いチームが成功するようになっていた。1975年のファイナルでブレッツを破ったウォリアーズは、シーズン前に長年ウォリアーズを支えてきたネイト・サーモンドを放出していた。またその翌シーズンファイナルに進出したフェニックス・サンズ、さらに次のシーズンに優勝したポートランド・トレイルブレイザーズはいずれもシーズン前にチームの若返りを図り、そのシーズンでいきなり大きな成功を収めていた。ブレッツはこのシーズン前にボブ・ダンドリッジを獲得し、またミッチ・カプチャックやケヴィン・グレヴィら若手選手が大きな成長を見せていたが、チームの軸であるエルヴィン・ヘイズとウェス・アンセルドの二枚看板体制は6シーズン目を迎えており、ヘイズ、アンセルド、ダンドリッジはいずれも30歳を越えたベテラン選手だった。リーグの流れと逆行していたブレッツは、このシーズンにはさらに成績を落とし、44勝38敗の成績だった。それでも第3シードを手に入れたブレッツはプレーオフ1回戦でアトランタ・ホークスを破ると、カンファレンス準決勝では上位シードのサンアントニオ・スパーズを降し、カンファレンス決勝に進出した。スパーズとの第6戦では、スパーズのマイク・ゲイルが彼のユニフォームを紛失してしまい、仕方なくブレッツのユニフォームを借りて、裏返しで着用しプレイするという珍事が発生している。
チームがプレーオフを勝ち進むにつれ、ブレッツのヘッドコーチであるディック・モッタは口癖のように「オペラは太った女が歌うまで終わらない」と繰り返し言うようになった。これは「勝負は最後まで分からない」ことを名ソリスト（=太った女性ソリスト）が劇を締めくくるオペラに例えたアメリカの俗語であり、またブレッツのメンバーに「太った女性」になることを望んだのである。そしてカンファレンス決勝では前季イースト覇者のフィラデルフィア・76ersと対決。3勝2敗とリードした第6戦、99-99の同点からウェス・アンセルドが決勝点となるティップショットを捻じ込み、101-99で勝利したブレッツがファイナル進出を決めた。
西から勝ち上がってきたのはシアトル・スーパーソニックスである。ソニックスはスター不在のチームであり、生え抜きのフレッド・ブラウン、このシーズンからソニックスに加わったガス・ウィリアムス、2年目のデニス・ジョンソンら、若手とベテランがバランスよく配置されたチームだった。彼らはファンやメディアから「ゴールディロックスと3匹のくま（Goldilocks and the Three Bears）」と呼ばれた。シーズン序盤は5勝17敗と大きく負け越したため、チームはボブ・ホプキンスからレニー・ウィルケンズにヘッドコーチを交代させた。選手時代のウィルケンズはソニックス最初のスター選手であり、また1969年からは選手兼コーチとしてチームを率いた、ソニックス隆盛の最大の立役者だった人物である。ソニックスのコーチに6年ぶりに復帰したウィルケンズはチームのディフェンス力向上に努め、ウィルケンズ就任後は42勝18敗と勝率8割を越える好成績を記録した。プレーオフでは第4シードとなったが、シーズン勝率1位だったポートランド・トレイルブレイザーズをカンファレンス準決勝で破って初のカンファレンス決勝進出を果たし、さらにデンバー・ナゲッツも降してチーム史上初のファイナルに進出した。
ファイナルはブレッツ対スーパーソニックスと予想外のカードとなった。当時のNBA全体の人気低迷は著しく、そして上位シード不在のファイナルはファンが期待したものではなかったため、周囲からの注目は決して高くないファイナルだった。しかし地元の熱狂は大きく、ブレッツが本拠地を置くワシントンD.C.は、1942年のワシントン・レッドスキンズ（NFL）以来の優勝に期待を寄せ、ソニックスが本拠地を置くシアトル市にとっては、ソニックスは初のメジャースポーツリーグのチームだった。この年のファイナルはスケジュールの都合上、1-2-2-1-1のフォーマットとなった。

#### 第1戦
ファイナル初戦はこの日27点のケヴィン・グレヴィと21得点のエルヴィン・ヘイズの活躍で、第4Qが始まる時点でブレッツが19点のリードを奪っていた。しかしここからソニックスのフレッド・ブラウンが猛反撃に打って出、最後の9分間だけで16得点、計32得点の活躍で106-102でソニックスが勝利した。

#### 第2戦
ウェス・アンセルドのブルーカラー的な貢献でブレッツが106-98で勝利する。アンセルドはマーヴィン・ウェブスター、ジャック・シクマらソニックスの若いインサイド陣を抑え、15リバウンド5アシストを記録。ボブ・ダンドリッジは34得点、エルヴィン・ヘイズは25得点を記録した。

#### 第3戦
ソニックスの優れたディフェンス力が光った試合となった。ソニックスのデニス・ジョンソンは7ブロックを記録し、ブレッツのケヴィン・グレヴィのフィールドゴールを1/14に封じた。さらに優勝経験を持つベテラン控えセンターのポール・サイラスがソニックスの若いインサイド陣をサポートし、ブレッツのアンセルドとヘイズの強力なインサイド陣に対抗した。試合は残り10秒にデニス・ジョンソンのスローインがブレッツのトム・ヘンダーソンにスティールされ、93-92と土壇場でブレッツが1点差にまで追いついた。続くポール・サイラスのスローインはベースラインを踏んでしまったため、またもブレッツにボールを渡してしまう事態となった。2度のミスでブレッツに逆転の機会を与えてしまったソニックスだが、ボブ・ダンドリッジが狙ったブザービーターは運良く外れ、93-92でソニックスが辛勝した。

#### 第4戦
シアトルで行われた第4戦は、会場の都合上ソニックスのホームアリーナであるシアトル・センター・コロシアムではなく、キャパシティで遥かに大きい球場のシアトル・キングドームで行われた。このため、ブレッツのメンバーは会場に押し寄せた39,457人という当時としては記録的な観客の前で戦わなければならなかった。地元の熱狂的な応援に後押しされたソニックスは第3Qには15点のリードを奪った。しかしこの日33得点7リバウンド3ブロックのデニス・ジョンソンが肋骨を肘で打たれ一時的に試合から離れたのを機にブレッツが猛追を見せ、試合終盤には103-101とついに逆転を果たした。チームが危機の中、ようやく試合に戻ったジョンソンはすぐさま同点シュートを決めると、ボブ・ダンドリッジのシュートをブロックし、さらにオフェンスリバウンドをもぎ取ってフリースローを獲得。ジョンソンの執念で104-103とソニックスがリードを奪い返した。自分よりも小さい選手にブロックされる屈辱を味わったダンドリッジは、スリーポイントプレイを返して106-104と再びリードを奪った。しかしソニックスはすぐさまフレッド・ブラウンにパスを渡し、ブラウンは試合時間残り2秒で同点となるジャンプショットを決めた。ブザービーターを狙ったダンドリッジのシュートは外れ、試合はオーバータイムに突入した。オーバータイムではブレッツの控えガード、チャールズ・ジョンソンが活躍し、ブレッツはソニックスのファンで埋め尽くされた球場の中、シリーズを2勝2敗のタイに持ち込む勝利を収めた。

#### 第5戦
シアトル・センター・コロシアムに戻った第5戦は、98-94でソニックスが勝利し、三度シリーズをリードした。ソニックスはフレッド・ブラウンが26得点、デニス・ジョンソンが24得点を記録した。ブレッツは試合後半に得た20本のフリースローのうち、9本しか成功しなかった。

#### 第6戦
ワシントンに戦いの場を移した第6戦は、117-82でブレッツが圧勝した。ディック・モッタHCは負傷したケヴィン・グレヴィの代わりに、レギュラーシーズンの平均出場時間が12.3分だったグレッグ・バラードを先発スモール・フォワードに抜擢し、ボブ・ダンドリッジをシューティングガードにコンバートさせた。これが的中し、ダンドリッジとバラードの活躍で前半に12点のリードを奪ったブレッツは、後半になるとさらに畳み掛け、後半だけで70得点を記録。ファイナルに入って影が薄れていたミッチ・カプチャックは19得点、バラードは12得点12リバウンドと、若手選手が活躍し、ソニックスを打ちのめしてシリーズを三度タイに戻した。最終スコアである35点差はファイナル記録である。

#### 第7戦
このファイナルでソニックスをリードしたのはフレッド・ブラウンやガス・ウィリアムスらではなく、レギュラーシーズン12.7得点だったプロ2年目のデニス・ジョンソンだった。しかし優勝を決める第7戦でジョンソンは14本のシュートを全て外すと言う大乱調に陥り、試合はブレッツペースで進んだ。同じガードのガス・ウィリアムスもFG4/12とシュートに苦しむ中、ソニックスのビッグマン、マーヴィン・ウェブスターとジャック・シクマが踏ん張り、残り90秒の間にブレッツの11点のリードを4点にまで減らした。さらにフレッド・ブラウンのミスショットをシカマがティップインで捻じ込み、101-99とその差2点にまで迫った。直後、ソニックスのポール・サイラスはウェス・アンセルドにファウルを犯した。ソニックスの命運はファイナル期間中、成功率55%のアンセルドのフリースローに託されたが、アンセルドは2本とも決め、さらにボブ・ダンリッジのダンクが駄目押しとなり、105-99でブレッツが創部17年目、ファイナル3度目の挑戦にして初の優勝を決めた。
ファイナルMVPにはブルーカラー役に徹し、チームに多大な貢献を果たしたウェス・アンセルドが選ばれた。試合終了後、ロッカールームで選手たちが歓喜のビール掛けに浸る中、彼らの輪に混じるディック・モッタHCが着たTシャツの胸には「The Opera Isn't Over 'Til The Fat Lady Sings（オペラは太った女が歌うまで終わらない）」の文字がプリントされていた。彼の選手たちは、見事にシーズンの最後を主演として締めくくったのである。第7戦までもつれる激戦を演じたブレッツとソニックスは、翌シーズンも同じ舞台で相見える。

#### 結果
ワシントン・ブレッツ 4-2 シアトル・スーパーソニックス  ファイナルMVP：ウェス・アンセルド
|       | 日付    | ホーム             | 結果    | ロード             |
| ----- | ------- | ------------------ | ------- | ------------------ |
| 第1戦 | 5月21日 | スーパーソニックス | 106-102 | ブレッツ           |
| 第2戦 | 5月25日 | ブレッツ           | 106-98  | スーパーソニックス |
| 第3戦 | 5月28日 | ブレッツ           | 92-93   | スーパーソニックス |
| 第4戦 | 5月30日 | スーパーソニックス | 116-120 | ブレッツ           |
| 第5戦 | 6月2日  | スーパーソニックス | 98-94   | ブレッツ           |
| 第6戦 | 6月4日  | ブレッツ           | 117-82  | スーパーソニックス |
| 第7戦 | 6月7日  | スーパーソニックス | 99-105  | ブレッツ           |

## ラストシーズン
- ジョン・ハブリチェック （1962-78） ボストン・セルティックス一筋16年。8回の優勝に貢献し、通算26,395得点はセルティックスのチーム記録である。1970年代に2度の優勝を果たしたセルティックスも、このシーズンは32勝50敗と大きく負け越し、プレーオフ進出も逃した。ハブリチェックの引退と共に、セルティックスの1970年代黄金期にも幕が降ろされたのである。
- デイブ・ビン （1966-78） 低迷期のデトロイト・ピストンズを支え続けたが、プレーオフ進出が精一杯だった。キャリア終盤にはワシントン・ブレッツに放出されたが、ブレッツが優勝するこのシーズンの前にセルティックスに移籍、優勝のチャンスを逃した。引退後は企業家として成功している。
- カジー・ラッセル （1966-78） 引退後はコーチ職に転向し、CBAのランカスター・ライトニングで采配を振り、一時的に現役復帰もしている。